# هجوم جوبر 2017
هجوم جوبر 2017 هو عملية عسكرية شنها الجيش العربي السوري وحلفاؤه ضد مواقع المعارضة في الضواحي الشرقية لمدينة دمشق، وبشكل رئيسي في حي جوبر وعين ترما.

## معلومات أساسية
ظلت جوبر هي آخر معقل رئيسي للمعارضة في شرق مدينة دمشق منذ استعادة الجيش السوري السيطرة الكاملة على أحياء القابون وبرزة في وقت سابق من مايو 2017.
في الفترة من 14 إلى 18 يونيو 2017، شنت القوات الجوية العربية السورية العشرات من الضربات الجوية والمدفعية في جوبر للاستعداد للهجوم.

## الهجوم
في 20 يونيو، شنت القوات الحكومية السورية عملية عسكرية كبيرة في ضاحية جوبر في شرق دمشق، في محاولة للسيطرة على معقل المعارضة منذ فترة طويلة. وقبل الهجوم البري، استهدفت القوات الجوية الروسية جنبا إلى جنب مع القوات الجوية العربية السورية مواقع للمعارضة في جوبر وعين ترما وزملكا بقصف عنيف مستمر منذ ساعات ما قبل الفجر. وفي 21 يونيو، أفيد بأن الجيش أحرز تقدما في كل من جوبر ومنطقة عين ترما. أفادت الشبكة السورية لحقوق الإنسان عن مزاعم ناشطة محلية بهجوم كيميائي على شمال جوبر يوم 22 يونيو.
في 24 يونيو، استولى الجيش السوري على وادي عين ترما من فيلق الرحمن، بالإضافة إلى الأجزاء الجنوبية من بلدة عين ترما. وتم صد هجوم مضاد للمعارضة في 26 يونيو. وفي 28 يونيو، تقدم الجيش السوري داخل عين ترما، وأمن المناطق القريبة من محطة وقود سنبل ومرآب عين ترما، في حين أنهم استولوا في جوبر على بعض النقاط في منطقة الطيبة بالقرب من المسجد الكبير.
في 29 يونيو، كان الجيش السوري يسيطر على جميع المباني تقريبا بالقرب من محطة وقود سنبل واستولى أيضا على تقاطع عين ترما، مما يعرض للخطر طريق الإمداد الرئيسي للمعارضة إلى جوبر. في 2 يوليو، استولى اللواء 105 من الحرس الجمهوري على نحو 15 مبنى شرق الطريق السريع M5، وفي وقت لاحق استولى على معظم المناطق الجنوبية من عين ترما. وقال فيلق الرحمن والشبكة السورية لحقوق الإنسان إن عين ترما تعرضت لهجوم بغاز الكلور؛ وقال الجيش السوري أن هذا الأمر لا يعدو كونه مسوغ تستخدمها المعارضة لتبرير خسائرها الأخيرة.
في 5 يوليو، استؤنفت عمليات الجيش السوري على جوبر وعين ترما، حيث سيطر الجيش على عدد من النقاط في منطقة الطيبة في السابق وكان معظم مثلث عين ترما تحت السيطرة في الأخيرة. وفي الوقت نفسه استغل جيش الإسلام الوضع واقتحم بلدتي بيت سوا والأشعري. وبعد ذلك بأربعة أيام، وصل الجيش إلى وسط مثلث عين ترما وبدأ في التقدم نحو الشمال. واستمرت الغارات الجوية الحكومية حتى منتصف يوليو على عين ترما وحزة وزملكا كجزء من الهجوم على جوبر، مع وقوع العديد من الإصابات.
في 22 يوليو، تم التوصل إلى اتفاق لوقف إطلاق النار في الغوطة الشرقية من جانب مصر، وروسيا، وجيش الإسلام، وتيار الغد السوري. ومع ذلك، فقد تم استبعاد فيلق الرحمن وتحرير الشام من وقف إطلاق النار. وفي اليوم التالي، أصيبت عين ترما، وكذلك حرستا وعربين ودوما، بعدة ضربات جوية. واندلعت في الفترة بين 25 و26 يوليو المزيد من الاشتباكات بين فيلق الرحمن والجيش السوري.
في 8 أغسطس، اشتد القتال في عين ترما ومناطق أخرى في شرق دمشق. واستهدف فيلق الرحمن عدة مركبات تابعة للجيش السوري في الجبهة. وبحلول 9 أغسطس، ضربت عشرات الضربات الجوية والمدفعية مواقع للمعارضة في المنطقة.
أفيد في 12 أغسطس بأن الجيش السوري حقق تقدما في دوار المناشر وفي الحي العربي لجوبر. بيد أنه في اليوم التالي، أدى انفجار نفق للمعارضة إلى مصرع ما بين 16 و20 جنديا في منطقة جوبر. ومع ذلك، أحرز الجيش السوري مزيدا من التقدم في 14 أغسطس، حيث تقدم أكثر جنوبا من دوار المناشر، واستولى على عدة كتل بناء شرق قاعة جوبر الرياضية.

## تداعيات – استمرار القتال
واصلت قوات الحكومة السورية قصف البلدات والقرى في الغوطة الشرقية في ريف دمشق في أواخر أغسطس ومطلع سبتمبر، إلى جانب عمليات برية حول جوبر وعين ترما، موجهة إلى فيلق رحمن عبد الرحمن الموقع على وقف إطلاق النار وغيره من المعارضة.
في 25 سبتمبر 2017، أفاد الجيش السوري، بقيادة الحرس الجمهوري والفرقة الرابعة المدرعة، بأنه قد اخترق الخطوط الأمامية للمعارضة على طول محور جوبر-عين ترما، مما أدى إلى الاستيلاء على 30 مبنى، وبعضها قالت مصادر حكومية إنها دمرت من قبل المعارضة لإحباط مزيد من المكاسب العسكرية. وأبلغت المرصد السوري لحقوق الإنسان عن قصف عنيف لمناطق معمورة في جوبر في 26 سبتمبر. وقتل أفراد من مقاتلي فيلق الرحمن وأصيبوا بعد أن أصابتهم ضربة مدفعية كانت مقررة سلفا عندما كانوا يقومون بالمناورة عبر طريق مفتوح بالقرب من خط المواجهة في عين ترما في 27 سبتمبر. في اليوم التالي، تم تفجير مجمع نفق تحت الأرض من قبل فيلق الرحمن، مما أدى إلى دمار هائل في الجزء الغربي بأكمله من عين ترما ومقتل 45 من جنود الجيش السوري وإصابة العشرات بجروح. وبعد ذلك حدث تخفيف في حدة القتال حتى 15 أكتوبر، عندما قصف مقاتلو المعارضة المدينة القديمة في دمشق، مما أسفر عن مقتل أربعة أشخاص وإصابة تسعة أشخاص بجروح. وردت القوات الجوية السورية بضربات جوية على مسرابا وسقبا وعين ترما.

## مزيد من القراءة
- Abby Sewell "Just outside Syria's capital, a battle still rages over one of the last rebel-held enclaves" Los Angeles Times 31 August 2017